# Flávio Minuano
Flávio Almeida da Fonseca (Porto Alegre, 9 de julho de 1944), também chamado de Flávio Minuano é um ex-futebolista brasileiro.
Foi um centroavante artilheiro, goleador de diversas competições: Campeonato Paulista (1967), Campeonato Carioca (1969 e 1970), Campeonato Brasileiro (1975) e Campeonato Gaúcho (1977). Atuou na Seleção Brasileira em 18 partidas, marcando oito gols.

## Biografia
Quando era menino, Flávio era músico (tocava saxofone) e entregava jornais, profissões que trocou depois pela de jogador de futebol. Começou no Real Madri, equipe de várzea da cidade de Porto Alegre, de onde ele se transferiu para o Sport Club Internacional em 1959. Logo no teste que fez para tentar ingressar nas equipes infantis do Inter, marcou 3 gols em 35 minutos. Ingressou no time principal do Internacional em 1961, sendo campeão gáucho aquele ano e ganhando o apelido de Flávio Bicudo, com o qual foi convocado para a Seleção Brasileira em 1963.
Em 1964 transferiu-se para o Sport Club Corinthians Paulista, onde jogou até 1969 sem conquistar nenhum título paulista, mas sendo o artilheiro do estadual de 1967 com 21 gols (superando Pelé) e sendo autor de um dos gols que quebrou o tabu de 11 anos que o Corínthians ficou sem ganhar do Santos Futebol Clube em Campeonatos Paulista. Foi neste período que ganhou do locutor Geraldo José de Almeida o apelido de Flávio Minuano, numa alusão ao vento minuano, característico do Rio Grande do Sul. Mesmo não tendo ganho titulos no clube de Parque São Jorge, Flávio Minuano é o oitavo artilheiro da história Corintiana, 228 jogos e 172 gols.
De São Paulo, Flávio transferiu-se para o Fluminense Football Club em 1969, sendo campeão carioca logo no primeiro ano, e sua estreia deu-se contra o Madureira Esporte Clube, quando o Fluminense venceu por 6 a 1 no Maracanã em 15 de março de 1969, perante 32.430 torcedores pagantes, quando marcou três gols.
Era uma época de clássicos com o Maracanã lotado e mais de 171.000 pagantes na final deste campeonato[carece de fontes?] um Fla-Flu no qual o Fluminense venceu por 3–2, de virada, com Flávio sendo o grande nome da conquista. Pelo Fluminense, Flávio foi ainda campeão do Campeonato Brasileiro em 1970, do Campeonato Carioca de 1971 e das Taças Guanabaras de 1969 e 1971 (nessa época, competições independentes do Campeonato Carioca), marcando 93 gols em 114 partidas disputadas neste período, com 62 vitórias, 31 empates e 21 derrotas.
No Campeonato Brasileiro de 1970 não pôde jogar as últimas quatro partidas, vindo a perder a artilharia nacional na última rodada, por diferença de um gol, para Tostão (12 contra 11).
Após a sua passagem pelo Fluminense, Flávio se transferiu para o Futebol Clube do Porto, de Portugal, onde manteve a fama de matador, tendo disputado 90 partidas, marcando 54 golos.
Voltou para o Brasil e para o Internacional em 1975, reestreando num Grenal (dia 13 de julho) em que marcou um gol logo aos 4 minutos, ajudando a construir a vitória do Inter por 2–1. Quatro semanas depois, na decisão do Campeonato Gaúcho, em novo Grenal, Flávio marcou na prorrogação o único gol da partida, dando ao Inter o título de heptacampeão. Nos meses seguintes, foi artilheiro do Campeonato Brasileiro de 1975, ajudando a construir o primeiro título nacional de um clube gaúcho.
Em 1977, transferiu-se depois para o Esporte Clube Pelotas, pelo qual foi artilheiro do Campeonato Gaúcho. Ainda jogou depois em outros clubes até 1981, sem o mesmo sucesso de antes.
Atualmente, Flávio trabalha com escolinhas infantis de futebol em São Paulo, no distrito de Ermelino Matarazzo.

## Gols
Flávio afirma ter feito 1.070 gols em toda sua carreira. Sobre o milésimo gol, ele fala: "Foi quando eu jogava pelo Pelotas, no interior do Rio Grande do Sul, em uma partida contra o Caxias no Alfredo Jaconi. Acho que foi empate de 3–3. O pessoal lá comemorou, teve um oba-oba, mas foi uma coisa superficial. O Brasil não ficou sabendo".
Segundo a edição especial da revista Placar "Os Grandes Artilheiros" (2005), Flávio fez 448 gols em jogos oficiais, aparecendo como nela o 17º maior artilheiro do futebol brasileiro.

## Títulos
Internacional
- Campeonato Brasileiro: 1975.
- Campeonato Gaúcho: 1961,1975,1976.

Corinthians
- Torneio Rio-São Paulo: 1966
- Copa Cidade de Turim: 1966,1969
- Torneio da Costa do Sol: 1969
- Troféu Apolo V: 1969
- Pentagonal do Recife: 1965
- Triangular de Goiânia: 1967
- Taça Piratininga: 1968.

Fluminense
- Campeonato Brasileiro: 1970.
- Campeonato Carioca: 1969,1971.
- Taça Guanabara: 1969, 1971
- Taça Associación de La Prensa  (Esporte Clube Bahia-BA versus Fluminense): 1969
- Taça João Durval Carneiro (Fluminense de Feira-BA versus Fluminense): 1969
- Taça Francisco Bueno Netto (Fluminense versus Palmeiras 2ª edição): 1969
- Troféu Fadel Fadel - (Fla-Flu): 1969
- Troféu Brahma Esporte Clube: 1969
- Troféu Independência do Brasil - (Fla-Flu): 1970
- Taça Francisco Bueno Netto (Fluminense versus Palmeiras 3ª edição): 1970
- Taça ABRP-Associação Brasileira de Relações Públicas 1950-1970 (Fluminense versus Vasco): 1970
- Taça Globo (Fluminense versus Clube Atlético Mineiro): 1970

### Artilharias
Corinthians
- Torneio Rio-São Paulo de 1965 (14 gols)
- Campeonato Paulista de 1967 (21 gols)

Fluminense
- Campeonato Carioca de 1969 (15 gols)
- Campeonato Carioca de 1970 (18 gols)
- Taça Guanabara de 1970 (8 gols)

Internacional
- Campeonato Brasileiro (16 gols)

Pelotas
- Campeonato Gaúcho de 1977 (13 gols)